# أنغلفورت (آن)
أنغلفورت (بالفرنسية: Anglefort)‏ هي بلدية فرنسية تقع في إقليم آن في فرنسا. رمز إنسي لها هو:1010. أما الرمز البريدي لها فهو: 1350.